# Effingerhort

Logo

Das Rehahaus Effingerhort in Holderbank, im schweizerischen Kanton Aargau, ist eine Einrichtung für Frauen und Männer mit langjähriger schwerer Alkohol- und Medikamentenabhängigkeit.

## Geschichte
Im Jahre 1911 gründete Adelheid Pauline Juliette von Effinger im Alter von 74 Jahren die Stiftung von Effinger. Als letzte Nachfahrin ihres Geschlechts wollte sie mit dem Erbe, das sie hinterlassen würde, der Menschheit eine Institution zur Behandlung von suchtkranken Personen einrichten. Sie wusste um die Sorge des Alkoholmissbrauchs zur Zeit der Industrialisierung und deren daraus erfolgten gesellschaftlichen Veränderungen. Am 21. Juni 1914 fand die Eröffnungsfeier des Effingerhorts auf dem Kernenberg in Holderbank statt.
Infolge der Prohibition in den USA hatte auch die Schweiz im Jahre 1933 ein Gesetz gegen den Alkoholmissbrauch in Kraft gesetzt. Dieses Gesetz beinhaltete die Unterwerfung aller gebrannten Wasser der Alkoholgesetzgebung. Zudem waren die Kantone dazu verpflichtet, zehn Prozent ihres jeweiligen Anteils des erwirtschafteten Reingewinns für die Bekämpfung von Alkoholismus einzusetzen. Dadurch bestand eine gewisse Finanzierungssicherheit für Institutionen wie den Effingerhort, der sich der Behandlung von Suchtkranken annahm. Dennoch war das fehlende Geld als Hauptproblem ein ständiger Begleiter der Stiftung seit ihrer Gründung. Es traten im ersten Jahr nur sechs Patienten ein.
Die anfänglich enge Beziehung zum Blauen Kreuz verschlechterte sich im Jahre 1947 erstmals. Der Grund lag in der mangelnden finanziellen Unterstützung. Rund sechs Jahre später schien es mit der Stiftung jedoch deutlich bergauf zu gehen. Der Effingerhort hatte sich als Dauerinstitution definitiv etabliert. Durch das Gefühl von gesichertem Wohlstand – das Stiftungsvermögen belief sich auf über 285 000 Franken – wurden im Jahre 1953 nebst Renovierungsarbeiten vermehrt Landkäufe getätigt.
1967 wurde ein Gesetzesartikel aufgenommen, der die finanzielle Unterstützung von schweizerischen Organisationen gewähren sollte und damit der Eidgenössischen Alkoholverwaltung die Verantwortung der Beitragsverteilung übergab.
Ab 1970 waren die Kantone dazu verpflichtet, den von den gebrannten Wassern erhaltenen Anteil des Reinertrages für die Bekämpfung von Sucht- und Betäubungsmittelmissbrauch zu verwenden.
In den vergangenen Jahren traten vermehrt durch Jugendliche Phänomene wie das „Komasaufen“ oder das „Botellón“ auf. Der Bundesrat versuchte mit dem Nationalen Programm Alkohol 2008–2012 die Zusammenarbeit unter den Institutionen zu fördern, die Öffentlichkeit, Fachwelt sowie Politik stärker in einen aktiven Dialog einzubeziehen und mittels einer Prävention, Personen jeder Altersklasse und sozialen Gruppe gegenüber der Problematik des Alkoholmissbrauchs zu sensibilisieren.
Aufgrund der steigenden Anzahl von Suchtkranken in der Bevölkerung wurde im Jahre 1974 die Klinik im Hasel gegründet. Diese Einrichtung in der Gemeinde Gontenschwil hilft Menschen mit Substanzstörungen und bietet ebenfalls stationäre Behandlungen an. Das dazugehörige Ambulatorium befindet sich in Lenzburg, welches den Betroffenen im Gegensatz zur stationären Behandlung in der Klinik die Möglichkeit bietet, zu Hause zu übernachten.
Das Wohnheim Effingerhort sowie das Integrationszentrum Aarau helfen den Patienten nach der Therapie mittels betreuten Wohngemeinschaften den Einstieg in den Alltag und die Gesellschaft erfolgreich wieder zu finden.

## Sanierung und Erweiterungsbau
Von 1996 bis 2007 wurde der Effingerhort komplett saniert. Der stetige Wandel und die stark anwachsende Bevölkerung veranlasst die Stiftung zu einer erneuten Erweiterung bzw. Vergrösserung der Klinik. Das Bauprojekt ist bereits eingereicht und soll zu den bereits 44 vorhandenen zusätzlich 16 neue Behandlungsplätze schaffen.

## Stiftung
Der Stiftungsrat setzt sich zurzeit aus Werner Berner, Stiftungsratspräsident Philipp Engel, Vizepräsident und Rechtsanwalt, und Rainer Klöti, Vorsitzender Strategie, zusammen. Die Geschäftsleitung bilden Thomas Lüddeckens, Leiter der Einrichtungen Klinik im Hasel AG und dem Ambulatorium Lenzburg, Dieter Theiler, Leiter Wohnheim und Rehahaus Effingerhort AG sowie Christian Roth, Leiter des Integrationszentrums Aarau AG.

## Weitere Dienstleistungen
Der Effingerhort bietet den Menschen Arbeitsplätze und Tagesstruktur in den folgenden Bereichen an. Die Gärtnerei mit einem Angebot an seltenen Sorten von Gemüse, Kräutern, Setzlingen und diversen Obst- und Beerensorten. Dem Landwirtschaftsbetrieb mit Pro Specie Rara Tierrassen (Ziegen und Schafe), Freiland Legehennen, einem Pferd und einem Esel, Schweine und diverser Katzen und mit der Verarbeitung von Brennholz. Die Kreativwerkstätte und die Ateliers mit handgefertigten Produkten. Die Küche mit angeschlossenem Catering und der Einmachküche, in welcher hauseigene Produkte verarbeitet werden. Der Hauswirtschaftsbereich mit der Wäscherei und der internen Reinigung. Der technische Dienst mit den Hauswartungen und der Arealpflege. Unter dem Jahr finden verschiedene Märkte und Kurse und Anlässe statt.